# Кудер (лунный кратер)
Кратер Кудер (лат. Couder) — небольшой ударный кратер находящийся в области гор Кордильеры на обратной стороне Луны. Название присвоено в честь французского астронома Андре Кудера (1897—1978) и утверждено Международным астрономическим союзом в 1985 г. 

## Описание кратера

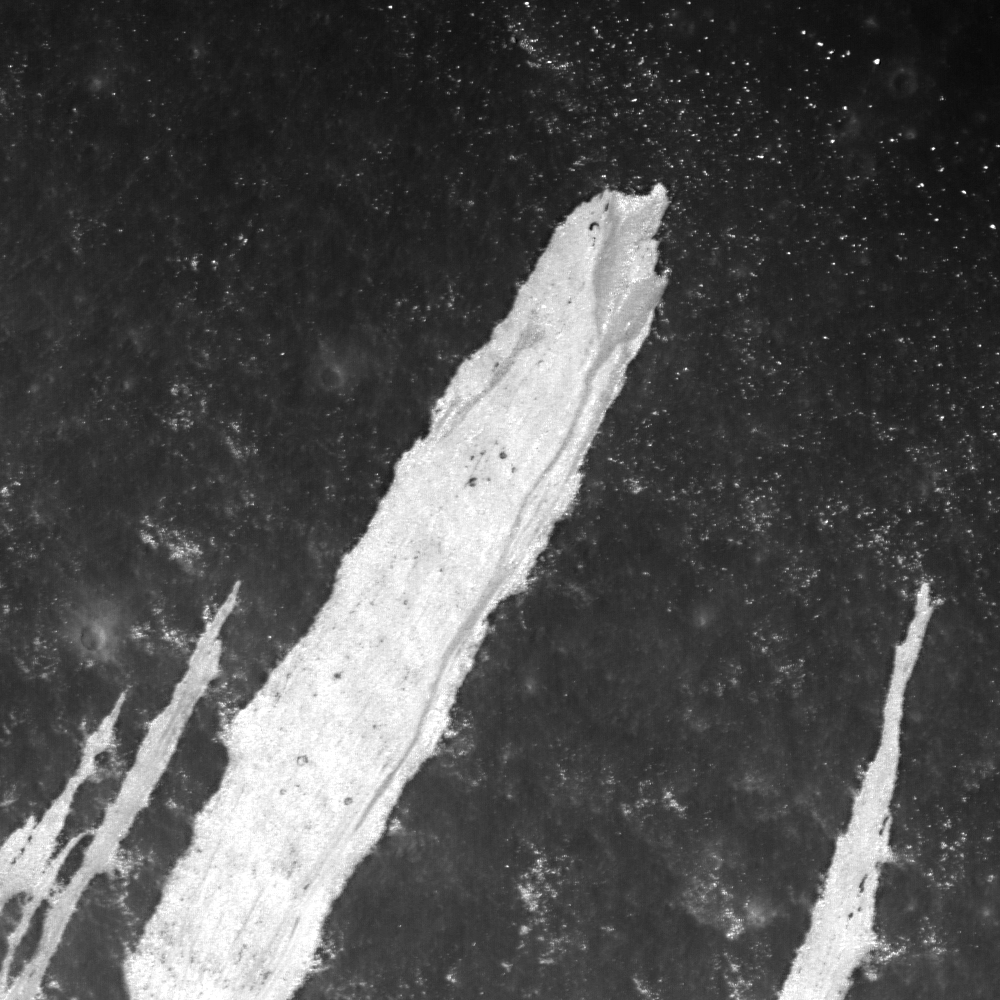
Оползни на западном внутреннем склоне вала кратера Кудер. Снимок зонда Lunar Reconnaissance Orbiter. Ширина снимка около 1000 м.

Ближайшими соседями кратера Кудер являются кратер Крамаров на западе-северо-западе; кратер Шлютер на востоке и кратер Маундер на юге. На юге от кратера находятся горы Рук и далее Море Восточное. Селенографические координаты центра кратера 4°54′ ю. ш. 92°35′ з. д. / 4,9° ю. ш. 92,58° з. д., диаметр 18,6 км, глубина 1,8 км.
Кратер Кудер имеет циркулярную чашеобразную форму с выступом в юго-восточной части. Вал с четко очерченной кромкой и гладким внутренним склоном. В западной части внутреннего склона имеются яркие полосы оползней свидетельствующие о недавней геологической активности в районе кратера. Высота вала над окружающей местностью 800 м, восточная часть вала достигает высоты 4000 м над дном чаши, объем кратера составляет приблизительно 270 км³. Дно чаши сравнительно ровное, без приметных структур. Несмотря на расположение на обратной стороне Луны, кратер Кудер доступен для наблюдения с Земли при благоприятной либрации, хотя и с искажениями.
До получения собственного наименования в 1985 г. кратер имел обозначение Маундер Z (в системе обозначений так называемых сателлитных кратеров, расположенных в окрестностях кратера, имеющего собственное наименование).

## Сателлитные кратеры
Отсутствуют.

## См.также
- Список кратеров на Луне
- Лунный кратер
- Морфологический каталог кратеров Луны
- Планетная номенклатура
- Селенография
- Минералогия Луны
- Геология Луны
- Поздняя тяжёлая бомбардировка